# HD 4391
HD 4391 is een drievoudige ster in het sterrenbeeld Phoenix met magnitude van +5,80 en met een spectraalklasse van G3.V, M4 en M5. De ster bevindt zich 48,08 lichtjaar van de zon.
Er zijn geen planeten gevonden in dit systeem, hoewel er aanwijzingen zijn voor een puinschijf rond HD 4391 A.